# James Henry Rhodes
Pour les articles homonymes, voir James Rhodes et Rhodes.
James Henry Rhodes (13 novembre 1930-16 mars 2015) est un homme politique canadien de la Colombie-Britannique. Il est député provincial social-démocrate de la circonscription britanno-colombienne de Delta de 1960 à 1963.

## Biographie
Né à New Westminster en Colombie-Britannique, Rhodes étudie à Cloverdale. Il travaille ensuite comme commis pour la Western Canadian Steel avant d'ouvrir sa propre entreprise, Fraser Printers.
Il est président de la B.C. Petroleum Corporation et nommé président de BC Hydro en 1975.
Rhodes meurt à l'Hôpital Peace Arch de White Rock en mars 2015 à l'âge de 84 ans.